# Jeanne Fusier-Gir
Jeanne Fusier-Gir, född 27 april 1885 i Paris, Frankrike, död 24 april 1973 i Maisons-Laffitte, Frankrike, var en fransk skådespelare. Hon medverkade i långt över 150 filmer.

## Filmografi, urval
- 1937 – Drömmarnas vals
- 1939 – Jorden runt på en tolvskilling
- 1942 – Den förste Bernadotte
- 1943 – Korpen
- 1943 – Marie-Martine
- 1945 – En gata i Paris
- 1947 – Polishuset
- 1951 – Giftet
- 1951 – Min vän Oscar
- 1957 – Häxdansen